# 非规范KdV方程
非规范KdV方程（Unnormalized KdV equation）是一个非线性偏微分方程：
{\displaystyle u_{t}+\alpha *u_{xxx}+\beta *u*u_{x}=0}

## 解析解
{\displaystyle u(x,t)=-_{C}5/(\beta *_{C}4)-12*\alpha *_{C}4^{2}*WeierstrassP(_{C}3+_{C}4*x+_{C}5*t,_{C}2,_{C}1)/\beta }
{\displaystyle u(x,t)=(4*\alpha *_{C}2^{3}-_{C}3)/(\beta *_{C}2)-12*\alpha *_{C}2^{2}*csc(_{C}1+_{C}2*x+_{C}3*t)^{2}/\beta }
{\displaystyle u(x,t)=(4*\alpha *_{C}2^{3}-_{C}3)/(\beta *_{C}2)-12*\alpha *_{C}2^{2}*sec(_{C}1+_{C}2*x+_{C}3*t)^{2}/\beta }
{\displaystyle u(x,t)=-(4*\alpha *_{C}2^{3}+_{C}3)/(\beta *_{C}2)-12*\alpha *_{C}2^{2}*csch(_{C}1+_{C}2*x+_{C}3*t)^{2}/\beta }
{\displaystyle u(x,t)=-(4*\alpha *_{C}2^{3}+_{C}3)/(\beta *_{C}2)+12*\alpha *_{C}2^{2}*sech(_{C}1+_{C}2*x+_{C}3*t)^{2}/\beta }
{\displaystyle u(x,t)=(8*\alpha *_{C}2^{3}-_{C}3)/(\beta *_{C}2)-12*\alpha *_{C}2^{2}*coth(_{C}1+_{C}2*x+_{C}3*t)^{2}/\beta }
{\displaystyle u(x,t)=(8*\alpha *_{C}2^{3}-_{C}3)/(\beta *_{C}2)-12*\alpha *_{C}2^{2}*tanh(_{C}1+_{C}2*x+_{C}3*t)^{2}/\beta }
{\displaystyle u(x,t)=(-8*\alpha *_{C}3^{3}+4*\alpha *_{C}3^{3}*_{C}1^{2}-_{C}4)/(\beta *_{C}3)+12*\alpha *_{C}3^{2}*JacobiDN(_{C}2+_{C}3*x+_{C}4*t,_{C}1)^{2}/\beta }
{\displaystyle u(x,t)=(-8*\alpha *_{C}3^{3}+4*\alpha *_{C}3^{3}*_{C}1^{2}-_{C}4)/(\beta *_{C}3)-12*\alpha *_{C}3^{2}*(-1+_{C}1^{2})*JacobiND(_{C}2+_{C}3*x+_{C}4*t,_{C}1)^{2}/\beta }
{\displaystyle u(x,t)=(4*\alpha *_{C}3^{3}*_{C}1^{2}+4*\alpha *_{C}3^{3}-_{C}4)/(\beta *_{C}3)-12*\alpha *_{C}3^{2}*JacobiNS(_{C}2+_{C}3*x+_{C}4*t,_{C}1)^{2}/\beta }
{\displaystyle u(x,t)=(4*\alpha *_{C}3^{3}*_{C}1^{2}+4*\alpha *_{C}3^{3}-_{C}4)/(\beta *_{C}3)-12*\alpha *_{C}3^{2}*_{C}1^{2}*JacobiSN(_{C}2+_{C}3*x+_{C}4*t,_{C}1)^{2}/\beta }
{\displaystyle u(x,t)=-(8*\alpha *_{C}3^{3}*_{C}1^{2}-4*\alpha *_{C}3^{3}+_{C}4)/(\beta *_{C}3)+12*\alpha *_{C}3^{2}*_{C}1^{2}*JacobiCN(_{C}2+_{C}3*x+_{C}4*t,_{C}1)^{2}/\beta }
{\displaystyle u(x,t)=-(8*\alpha *_{C}3^{3}*_{C}1^{2}-4*\alpha *_{C}3^{3}+_{C}4)/(\beta *_{C}3)+12*\alpha *_{C}3^{2}*(-1+_{C}1^{2})*JacobiNC(_{C}2+_{C}3*x+_{C}4*t,_{C}1)^{2}/\beta }

## 行波图
|  |  |  |  |

|  |  |  |  |

|  |  |